# 沼津市立門池中学校
沼津市立門池中学校（ぬまづしりつ かどいけちゅうがっこう）は、静岡県沼津市岡一色にある公立中学校。
1975年に開校し、文化祭・体育祭を「渓流祭(けいりゅうさい)」と呼称している。

## 沿革
- 1974年（昭和49年） - 校地取得、校舎造成工事、校舎設計着手。
- 1975年（昭和50年） - 開校式を挙行。開校初年度の第1学期は沼津市立門池小学校に間借り。
- 1980年（昭和55年） - 体育館完成
- 2007年（平成19年） - 11月に門池中付近の会場で技能五輪国際大会が行われる、また、沼津市の1校1国サポートでは、ベルギーを応援した。
- 2012年（平成24年） - 野球部が、文部科学大臣杯第3回全日本少年春季軟式野球大会に出場する。

## 著名な卒業生
- 飯村真一

## 通学区域
- 共栄町、北園町、岡一色（一部）、花園町（一部）、宮前町、緑ヶ丘、岡宮（一部）、大岡〔上石田（一部）、北小林、南小林、柏葉尾〕、小林台[1]

## 指定避難所
- 池上町、御堂林町[2]

## 外部サイト
- 公式サイト